# Genaro López
Genaro López Rodríguez (Chitra, Veraguas; 26 de julio de 1954) es un obrero, dirigente sindical, abogado, empresario y político panameño. Es conocido por ser Secretario General del Sindicato Único de Trabajadores de la Construcción y Similares (Suntracs) desde 1990 hasta 2010, dirigente del Frente Nacional por la Defensa de los Derechos Económicos y Sociales (Frenadeso) y fue el candidato presidencial por el Frente Amplio por la Democracia en las elecciones generales de 2014.

## Primeros años
Es hijo de los campesinos María Salomé Rodríguez y Reynaldo López Alvarado, quienes se dedicaban en un principio al cultivo y cosecha del café, y luego instalaron un pequeño comisariato de víveres en el pueblo. Se crio e hizo sus estudios primarios en la escuela de la comunidad de Chitra. A la edad de 18 años, abandonó su pueblo natal y se trasladó a la Ciudad de Panamá.

## Vida laboral y sindical
Al llegar a la ciudad, trabajó brevemente ayudando en el mantenimiento de un restaurante, en el que renunció por diferencias laborales. Posteriormente, un tío le ofreció un trabajo en el área de la construcción y se convirtió en albañil para diferentes empresas en varios proyectos de construcción en la década de 1970 como la hidroeléctrica Bayano, Cemento Bayano, el edificio de Patio Pinel, el Centro de Convenciones Atlapa, el edificio de la Lotería, etc.
En 1976, Genaro López se inscribió en el Suntracs, organización sindical que en ese entonces era un pequeño grupo de albañiles, carpinteros y reforzadores voluntarios. Trabajó para la empresa Díaz y Guardia, en donde tuvo mayor compenetramiento con grupos obreros. Como representante sindical por varios años fue impulsado por varios movimientos obreros a formar parte en 1980 de la Junta Directiva del Suntracs, pero los vínculos que entonces mantenía la organización sindical con la dictadura militar del General Manuel Antonio Noriega, lo hizo separarse.
Posteriormente López conformó el Movimiento Democratizador del Suntracs (Modec), y en 1987 logró la Secretaría General en medio de la crisis política que sufría el país. El 15 de febrero de 1990, luego de la caída de la dictadura militar, fue formalmente reconocido como Secretario General del Suntracs.

### Líder del Suntracs
Con 20 años al frente del Sindicato Único de Trabajadores de la Construcción y Similares (Suntracs) aumentó la cantidad de afiliados a 50 mil miembros (en 2010), se convirtió en el sindicato más importante de Panamá, y obtuvo la mejor convención colectiva de América Central.
Lideró varias protestas sociales y huelgas obreras que abarcaron cinco períodos presidenciales: apoyó en los reclamos de los trabajadores del sector público que fueron despedidos después del intento de golpe de Estado contra Guillermo Endara en 1990. En 1995 lideró una huelga laboral de 13 días contra las reformas al Código de Trabajo que fueron impuestas por el gobierno de Ernesto Pérez Balladares, y que causaron más de 500 detenciones y cuatro muertos.
También encabezó huelgas y protestas durante los gobiernos de Mireya Moscoso, Martín Torrijos y Ricardo Martinelli. Durante el mandato de Martinelli, participó en las protestas contra la Ley 30, llamada por sus detractores como la "Ley Chorizo" en 2010, y que incluía polémicas reformas laborales, penales, judiciales y ambientales.
Genaro López, a través del Suntracs, decidió oponerse a las medidas económicas de los gobiernos de turno, consideradas por él como "neoliberales". En 2010, López no aspiró a reelegirse como Secretario General y el 26 de agosto traspasó el poder del sindicato al dirigente Saúl Méndez.

## Candidatura presidencial
El 10 de septiembre de 2013 López se postuló como precandidato presidencial del partido recién formado Frente Amplio por la Democracia (FAD), de ideología de izquierda. Las elecciones primarias presidenciales del FAD se celebraron el 24 de noviembre, en donde Genaro López fue proclamado candidato presidencial del partido con una marcadísima abstención (8% de participación, 5.199 de un total de 65.478 inscritos en el partido).
En las elecciones primarias, Genaro López compitió contra otros tres precandidatos y obtuvo el 71,5% del total (3.717 votos). Los otros precandidatos fueron el dirigente indígena Celio Guerra que se ubicó segundo con el 25,8% de los votos, Víctor Manuel Rodríguez con el 1,7% y José Rodríguez Rayo, el 0.91% de los sufragios.
Tras su proclamación como candidato del partido ha señalado que tanto el gobierno como la oposición son lo mismo y que el FAD representa legítimamente a los sectores populares. En su plan de gobierno, proponía acabar con las políticas "neoliberales" que denunciaba como sindicalista, y que sus programas incluirían a toda la población.
En las elecciones presidenciales, López se quedó distante de los otros tres candidatos partidistas, al obtener sólo 11.127 votos (0,6% del total), lo que ocasionó la desaparición del Frente Amplio por la Democracia como partido, ya que necesitaba un 4% de votos a nivel nacional para subsistir.

## Vida personal
Está casado con Clara Melina Bultrón, quien la conoció a los 21 años, y tiene dos hijos: Darisbeth y Genaro López Bultrón.